# Gnotus plectisciformis
Gnotus plectisciformis är en stekelart som först beskrevs av Otto Schmiedeknecht 1897.  Gnotus plectisciformis ingår i släktet Gnotus och familjen brokparasitsteklar. Inga underarter finns listade i Catalogue of Life.